# Ribes amazonica
Ribes amazonica är en ripsväxtart som beskrevs av Weigend och E.Rodr.. Ribes amazonica ingår i släktet ripsar, och familjen ripsväxter. Inga underarter finns listade i Catalogue of Life.